# Naftali Herz Imber
Naftali Herz Imber (în ebraică נפתלי הרץ אימבר, cunoscut uneori și ca Naftali Tzvi Imber) (n. 1856 - d. 8 octombrie 1909) a fost un poet evreu, de limbă ebraică, originar din Galiția (în vestul Ucrainei), în vremea aceea în Austro-Ungaria, care a scris poemul liric Hatikvah, devenit ulterior imnul național al Israelului.